# 에스와이 (기업)
에스와이(SY)는 대한민국의 종합 건축 자재 기업이다. 본사는 경기도 수원시 권선구 정조로340-2, 에스와이빌딩에 위치해 있다. 대표이사는 전평열, 홍성부이다.

## 역사
1994년 10월 쌍용실업(패널 및 창호 유통 및 시공업체)으로 설립되었으며, 2019년 3월 현재의 사명으로 변경하였다. 

## 종속기업
- 에스와이빌드(주)
- 에스와이스틸텍(주)
- 에스와이그린에너지

## 참고 문헌
1. ↑  전형섭, 에스와이, "올해도 성장세 지속"...2년 연속 최대 실적 경신 ‘기대’, 팍스TV, 2024.01.09